# NGC 1182
NGC 1182 (другие обозначения — NGC 1205, PGC 11511) — спиральная галактика (Sa) в созвездии Эридан.
Этот объект занесён в новый общий каталог несколько раз, с обозначениями NGC 1182, NGC 1205.
Этот объект входит в число перечисленных в оригинальной редакции «Нового общего каталога».
Координаты объекта NGC 1182 похожи на координаты NGC 1205, а их описания практически совпадают, поэтому «равенство» NGC 1182 и NGC 1205 несомненно. Герберт Хоу впервые предположил, что это одна и та же галактика.